# 水野薬局
水野薬局（みずのやっきょく）は、東京都文京区に本社のある合同会社水野が運営する調剤薬局チェーンである。水野は2016年10月1日付けで日本調剤の完全子会社となった。

## 歴史
1909年に当時の東京帝国大学（現在の東京大学）医学部前に「水野薬局」を開局し、1964年に日本で初めての調剤薬局である「水野調剤薬局」を開局した。1980年代には薬歴管理システムを導入するなど、IT関連にも明るかった。
2016年10月1日に日本調剤へ持ち分を全て譲渡。完全子会社となる。また同日付で関連子会社であったタイムマシーン株式会社は連結を外れ、同社が保有していた薬局基幹システム「Liberty System」は日本調剤に譲渡された。